# Зоран Петровић (математичар)
Зоран Петровић (1965—) је редовни професор на Математичком Факултету Универзитета у Београду. Докторат је стекао на Универзитету The Johns Hopkins 1996. године са тезом On Spaces of Matrices Satisfying some Rank Conditions.